# Bouhatem
Bouhatem (în arabă بوحاتم) este o comună din provincia Mila, Algeria.
Populația comunei este de 20.277 de locuitori (2008).